# Tynaarlo
Tynaarlo (phát âmⓘ) là một đô thị ở đông bắc Hà Lan, ở tỉnh Drenthe. Đô thị này có diện tích đất 143,73 km2, dân số đầu năm 2007 là 31.670 người.

## Các trung tâm dân cư
Bunne, Bunnerveen, De Groeve, De Punt, Donderen, Eelde, Eelderwolde, Midlaren, Oudemolen, Paterswolde, Taarlo, Tynaarlo, Vries, Winde, Yde, Zeegse, Zeijen, Zuidlaarderveen và Zuidlaren.